# Septoria colensoi
Septoria colensoi är en svampart som beskrevs av Cooke 1886. Septoria colensoi ingår i släktet Septoria och familjen Mycosphaerellaceae.   Inga underarter finns listade i Catalogue of Life.